# مذبحة شكا
وقعت مذبحة شكا في 5 يوليو 1976، عندما قتل المقاتلون الفلسطينيون و‌الحركة الوطنية اللبنانية نحو 200 شخص في البلدات المسيحية في شكا و‌حامات أثناء الحرب الأهلية اللبنانية. تعتبر المذبحة انتقامًا ل‍مذبحة تل الزعتر التي قتلت فيها ميليشيات مارونية لبنانية الآلاف من اللاجئين الفلسطينيين في بيروت.
تم إطلاق الهجوم من طرابلس على يد مقاتلين فلسطينيين وأعضاء جماعة يسارية تدعى جند الله. اقتحمت المجموعة مستوطنة شكا المسيحية الموالية للحزب السوري القومي الاجتماعي بالإضافة إلى حامات. قُتل 200 شخص تقريبًا في الـ24 ساعة التالية. حاول السكان الهرب عبر نفق إلى البترون، لكن المهاجمين أغلقوا المخرج. قُتل الكثيرون حيث اشتعلت سياراتهم، واختنقوا حتى الموت.
قُتل قرابة 200 مدني. 4،200 شخص كانوا يعيشون في البلدة آنذاك، مما يعني أن أكثر من 4 بالمئة من سكان شكا في ذلك الوقت. استعيدت شكا وحامات لاحقاً بواسطة الميليشيات المسيحية اليمينية، بالإضافة إلى عدة بلدات أخرى احتلت خلال هجوم الحركة الوطنية اللبنانية.